# 베른-뇌샤텔 철도
베른-뇌샤텔 철도(Bern–Neuchâtel railway)는 1901년 7월 1일 베른-뇌샤텔 철도에 의해 개통된 스위스 철도이다. 현재는 BLS AG 네트워크의 일부가 되었으며, 거의 직선으로 그랑 마레를 가로지르기 때문에 직선 노선(Direkt Linie)이라고도 한다. 또한 연결은 베른과 파리를 연결하는 가장 짧은 철도 노선의 일부이다.

## 노선
이 라인은 처음에 전체 길이에 대해 단선 노선으로 설계되었다. 대부분 아직까지는 단선이지만, 점차 복선화되고 있다.
베른 -홀리겐(BLS 차고) 구간은 베른 -벨프-툰 철도(Gürbetalbahn) 및 슈바르첸부르크행 노선과 공유된다.
1904년과 1993년 사이에 귀메넨에 플라마트-귀메넨 철도(Sensetalbahn -Sense Valley Railway)가 연결되었다.
케르체르스역 바로 앞에서 이 노선은 팔레지유-케르체르스 철도(Broyelinie - Broye 노선)를 60° 각도로 가로지른다. 이것은 스위스에서 두 개의 표준궤 철도 노선의 유일한 완전한 횡단이다. 역 단지는 분기 선로 사이에 위치한 역인 켄반호프(문자 그대로 "쐐기 역")로 설계되었다.
이 노선이 개통되면서 프리부르-인스 철도가 무르텐에서 인스까지 연장되었다. 이 구간은 1901년 7월 1일에도 개통되었다. 1917년 3월 19일부터 역 앞뜰에서 1901년 7월 1일에 개통되었다.
뇌샤텔에서 경로는 남부 쥐라 기슭을 따라 달리는 기존의 빌-뇌샤텔 철도와 만난다. 뇌샤텔역에서 이베르동, 퐁타를리에 및 르로클까지 노선이 분기된다.
뷤플리츠 노르드-뇌샤텔 구간의 전기 열차 운행은 1928년 5월 14일에 시작되었다. 베른(홀리겐)-베른 뷤플리츠 노르드 구간은 1923년 9월 13일에 15kV 16.7Hz로 전철화되었다.

## 복선화
BLS는 160km/h로 운행할 수 있도록 라인 복제를 완료할 계획이다. 이것은 이미 베른과 로스하우제른 사이에서 완료되었다. 2018년 8월 25일에 복선 로샤우젠 터널이 개통되었으며 사네로의 복제가 진행 중이다.
복선로가 2007년 6월 24일 인스-파넬발트 구간에서 운영에 들어갔고 2012년 9월 16일 칠브뤼케까지 확장되었다. 이 구간은 160km/h에서 운영하도록 설계되었다.

## 운행
1913년에 2대의 BN Ea 3/6 연성 기관차를 구매했다. 이 기관차는 스위스에서 가장 강력한 증기 연성 기관차였다. 높은 차축 무게 때문에 홈 라인의 전철화 후에 적절한 대체 용도를 찾을 수 없었으므로 조기에 폐기되었다.
오늘날 베른 S-반의 S5, S51 및 S52 서비스 외에도 BLS 레기오익스프레스 서비스가 이 노선을 통해 실행된다.